# EFHD2
EFHD2 ‏ (EF-hand domain family member D2) هوَ بروتين يُشَفر بواسطة جين EFHD2 في الإنسان.